# Prolamina
Prolaminas são um grupo de proteínas de armazenamento vegetais com elevada quantidade de prolina e que se encontram nas sementes de cereais: trigo (gliadina), cevada (hordeína), centeio (secalina), milho (zeína), sorgo (kafrina) e avenina na aveia. Estas proteínas caracterizam-se por terem elevado conteúdo de glutamina e prolina e geralmente são apenas solúveis em soluções de álcool. Algumas prolaminas, em particular a gliadina, podem induzir doença celíaca em pessoas com predisposição genética.